# 安井絵里
安井 絵里（やすい えり、11月21日 - ）は、日本の女性声優、ナレーター。滋賀県出身。青二プロダクション所属。

## 略歴
関西学院大学社会学部社会学科卒業。青二塾大阪校21期生。

## 出演
太字はメインキャラクター。

### テレビアニメ
2006年
- 金色のコルダ〜primo passo〜（女生徒）
- ちびまる子ちゃん（2006年 - 2008年、テレビアナウンサー、レポーター）

2007年
- 電脳コイル（オペレーター）
- はたらキッズ マイハム組（保母）
- BACCANO! -バッカーノ!-（ルーア・クライン）
- ラブ★コン（修学旅行生）

2008年
- Yes!プリキュア5GoGo!（女子学生、図書館職員）
- カイバ
- CLANNAD -クラナド-（2008年 - 2009年、原田、女子生徒、五十嵐の彼女） - 2シリーズ
- ゴルゴ13（シベール王妃）
- ストライクウィッチーズ（看護婦）
- 西洋骨董洋菓子店〜アンティーク〜（女性客2）
- のらみみ2（生徒）
- 墓場鬼太郎（老婆、女性タレント、看護師）
- ポルフィの長い旅（アメリ）
- モノクローム・ファクター（女）

2011年
- テレビまんが 昭和物語

2016年
- 美少女戦士セーラームーンCrystal Season III（先生）

### OVA
- きみはきみらしく（スプリント）
- FREEDOM（子供）
- ほんとうにたいせつなもの（ロイ）

### ゲーム
2007年
- ドラゴンシャドウスペル（ブエナ・カフー）
- まほろばStories -Library of Fortune-（人形姫、雪だるま、イスタリ）
- xxxHOLiC 〜四月一日の十六夜草話〜（真砂、天邪鬼）
- DEAR My SUN!!〜ムスコ★育成★狂騒曲〜（剛徳寺桜子）

2008年
- 三國志Online（母性タイプ武将）
- ヴァンテージマスターポータブル（メルレット）
- 戦場のヴァルキュリア（ユーノ、ドロシー、ヨーコ）
- ツヴァイ2（オデッサ）
- 悪魔城ドラキュラ 奪われた刻印（ローラ）
- レッスルエンジェルス SURVIVOR 2（ソフィー・シエラ 、ファントムローズ1号）

2010年
- Angelic Crest（セベル）

2012年
- 機動戦士ガンダム オンライン（女性パイロット1）

2017年
- League of Legends（オリアナ、ジャンナ）

2024年
- ペルソナ3 リロード（眞宵堂店主）

### CD
- 終わりのクロニクル（美術部員）
- ドラゴンシャドウスペル ドラマCD Vol.1〜古城の狼の詩 前編（ブエナ・カフー）
- 八犬伝—東方八犬異聞—（萩原健太）
- LOVE MONEY / おせっかい（CRESCENT MOON名義）

### 吹き替え

#### 映画
- アンダーカヴァー（ヴァレリー）
- オール・ユー・ニード・イズ・キル（HUD音声・女）※劇場公開版
- DCエクステンデッド・ユニバース
  - バットマン vs スーパーマン ジャスティスの誕生（クリプトン船音声[8]）
  - ジャスティス・リーグ:ザック・スナイダーカット（クリプトン船音声[9]）
  - ザ・フラッシュ（バットウィング音声女[10]）
- マーベル・シネマティック・ユニバース（F.R.I.D.A.Y. フライデー）
  - アベンジャーズ/エイジ・オブ・ウルトロン
  - シビル・ウォー/キャプテン・アメリカ
  - スパイダーマン:ホームカミング[11]
  - アベンジャーズ/インフィニティ・ウォー[12]
  - アベンジャーズ/エンドゲーム[13]
- ミッション:インポッシブル/ゴースト・プロトコル

#### ドラマ
- アントラージュ★オレたちのハリウッド（ジャスティン）
- 恐竜SFドラマ プライミーバル
- ザ・ソプラノズ 哀愁のマフィア（マティーナ、フランチェスカ）
- ファルコン&ウィンター・ソルジャー

### テレビ
- エコラボ〜もったいない博士の異常な愛情（ナレーション）
- 芸能界恥-1グランプリ（ナレーション）
- チャレンジ!ホビー「あなたもこれから山ガール」（ナレーション）
- 情報プレゼンター とくダネ!（得もり）（コーナー生ナレーション）
- ヒミツの花園 （編集部員、声）
- プラネット・キッズ 不思議な世界（声の出演）
- 本番で〜す!（ナレーション）
- MOREはっぴーTV（ナレーション）
- Blog TV（ナレーション）
- グルメエクスプレス（ナレーション）
- BSコンシェルジュ（ナレーション）
- 東京号泣教室 〜ROAD TO 2020〜（ナレーション）

### ラジオ
ラジオドラマ
- VOMIC
  - アイスエイジ（乾由希子）
  - 明日泥棒（銀河流星）
  - べしゃり暮らし（矢田先生）